# Vladimir (Gorj)
Vladimir (rumunsky Comuna Vladimiru) je sídlo v Rumunsku v župě Gorj. Celkem má 3 481 obyvatel. Sídlo tvoří 4 vesnice:
- Vladimir (974 obyvatel)
- Andreeşti (1,171 obyvatel)
- Frasinu (822 obyvatel)
- Valea Desului (514 obyvatel)

V obci se narodil Tudor Vladimirescu, rumunský hrdina a vůdce Valašského povstání v roce 1821. V jeho rodném domě je nyní muzeum.